# Serrat del Forn Vell
El Serrat del Forn Vell és un serrat que arrenca cap al sud del límit dels municipis de Senterada i Sarroca de Bellera, al Pallars Jussà, i va baixant cap a l'interior del segon dels termes esmentats. És, de fet, un contrafort de la Serra de Comillini.
La seva part més baixa és molt a prop i al sud del poble de Sarroca de Bellera. A mitjana alçada, 1.300 m. alt., hi ha la Roca del Forn Vell.